# Вестернхаген
Мариус Мюллер-Вестернхаген (нем. Marius Müller-Westernhagen; род. 6 декабря 1948), позже более известный просто как Вестернхаген (нем. Westernhagen) — немецкий рок-музыкант и актёр.
По состоянию на середину 2010 года Вестернхаген — третий наиболее успешный музыкант своей страны по количеству проданных в Германии альбомов (11,2 миллиона), вслед за Гербертом Грёнемайером (13 миллионов) и Филом Коллинзом (12,5 миллионов).

## Дискография
- Подробнее см. в статье «Marius Müller-Westernhagen/Diskografie» в немецком разделе.

### Студийные альбомы
- 1975: Das erste Mal
- 1976: Bittersüß
- 1977: Ganz allein krieg ich's nicht hin
- 1978: Mit Pfefferminz bin ich dein Prinz
- 1980: Sekt oder Selters
- 1981: Stinker
- 1982: Das Herz eines Boxers
- 1983: Geiler is' schon
- 1984: Die Sonne so rot
- 1985: Laß uns leben – 13 Balladen
- 1986: Lausige Zeiten
- 1987: Westernhagen
- 1989: Halleluja
- 1990: Live
- 1992: Jaja
- 1994: Affentheater
- 1996: Keine Zeit (Soundtrack zum Film Keine Zeit)
- 1998: Radio Maria
- 2000: So weit ... – Best of
- 2002: In den Wahnsinn
- 2005: Nahaufnahme
- 2009: Williamsburg
- 2011: Hottentottenmusik (Live)
- 2014: Alphatier

## Фильмография
- См.«Marius Müller-Westernhagen § Filmografie» в немецком разделе.